# Onthophagus bonorae
Onthophagus bonorae là một loài bọ cánh cứng trong họ Bọ hung (Scarabaeidae).